# Alexander Freitag (Fußballspieler)
Alexander Freitag (* 12. Februar 1999 in Regensburg) ist ein deutscher Fußballspieler. Er spielt ab der Saison 2023/24 für den TV Parsberg.

## Laufbahn
Freitag gehörte anfangs dem TV 1899 Parsberg an und spielte in der JFG Schwarze Laber Fußball. 2009 wechselte er für drei Jahre ins Nachwuchsleistungszentrum des SSV Jahn Regensburg, wo er erstmals von seinem Stiefvater Michael Köllner trainiert wurde. 2012 folgte der Wechsel in die bayerische Landeshauptstadt München, wo er in das NLZ des FC Bayern eintrat. Dort blieb er dreieinhalb Jahre, bis er sich im Januar 2016 der SpVgg Unterhaching anschloss. Er gehörte der U17 der Münchner Vorstädter an, kam aber 2016/17 auch zu vier Einsätzen in der U19-Bayernliga. Im Sommer 2017 wechselte Freitag nach Nürnberg, wo er erneut mit Michael Köllner zusammentraf. In der Spielzeit 2017/18 bestritt er die ersten 12 Partien in der U19-Bundesliga und schoss dabei ein Tor. Gleichzeitig nahm er auch schon am Training der Profimannschaft teil, die von seinem Stiefvater trainiert wurde. 2018 rückte er in den Kader der Nürnberger Zweitvertretung in der Regionalliga Bayern auf, für die er bis Ende 2019 elfmal zum Einsatz kam. Anfang 2020 schloss sich Freitag dem SV Seligenporten an. Aufgrund der COVID-19-Pandemie wurde der Spielbetrieb bis zum Sommer ausgesetzt. Im September und Oktober bestritt er drei Bayernligapartien und ein Toto-Pokalspiel, bevor der Spielbetrieb erneut unterbrochen wurde.
Anfang 2021 zog Freitag wieder zu seiner Mutter und seinen Stiefvater, der mittlerweile den TSV 1860 München trainierte. Er gehörte zum Aufgebot der zweiten Mannschaft der Löwen, kam aber erst ab dem Sommer zum Einsatz, da der Spielbetrieb im Frühjahr weiter ausgesetzt war. Zur Vorbereitung auf die Drittligaspielzeit 2021/22 ließ Michael Köllner seinen Stiefsohn mit der Profimannschaft der Sechzger trainieren, und setzte ihn auch in drei Testspielen ein. Im August bestritt Freitag zwei Toto-Pokalpartien beim SV Birkenfeld und beim BSC Saas Bayreuth. In der folgenden Zeit gehörte Freitag zum Stammpersonal der kleinen Löwen in der Bayernliga Süd, für die er in 15 Spielen zwei Tore erzielte. Nachdem für 1860 II im November die Winterpause begonnen hatte, gehörte Freitag nun fest zum Trainingskader der Drittligamannschaft. Am 27. November gehörte er beim Spiel in Havelse erstmals zum Spieltagsaufgebot. Am 20. Dezember sollte er beim Auswärtssieg über die Würzburger Kickers kurz vor Schluss eingewechselt werden, der Schiedsrichter beendete allerdings die Partie, bevor der Wechsel vollzogen werden konnte. Sechs Wochen später kam Freitag zu seinem ersten Einsatz im Profifußball, als er am 30. Januar 2022 beim Sieg bei Viktoria Köln kurz vor Schluss eingewechselt wurde. Er kam auf insgesamt sechs Einsätze bei der ersten Mannschaft.
Zur Saison 2023/24 wechselte er in den Amateurbereich zum TV Parsberg der in der Bezirksliga Oberpfalz Süd spielt. Dort kam er bis dato (Stand: 8. April 2024) in 22 Meisterschaftspartien des Bezirksligateams zum Einsatz und erzielte dabei 15 Treffer; nebenbei kam er auch in einem Testspiel der zweiten Mannschaft des Vereins zum Einsatz.